# 글로리아 헨드리

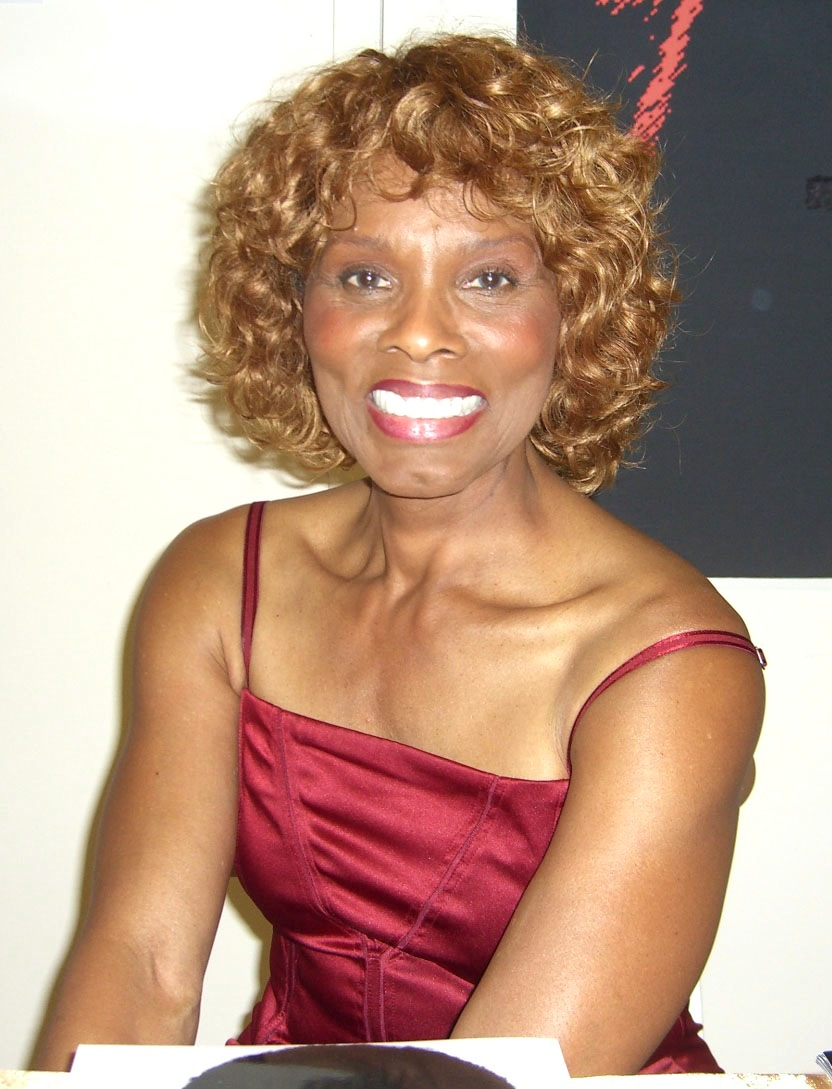

글로리아 헨드리(Gloria Hendry, 1949년 3월 3일 ~ )는 미국의 배우, 모델, 영화배우이다.
윈터 헤븐에서 태어났다.

## 영화
- Machete Maidens Unleashed! (2010년)
- 세븐 스완스 (2005년) - 바바 역
- 룩킨 이탈리안 (1998년)
- 나는 외계인 (1988, Doin' Time on Planet Earth)
- 흑인 시저 (1973년)
- 지옥의 신디 케이트 (1973년)
- 007 죽느냐 사느냐 (1973년) - 로지 카버 역
- 비련의 110번가 (1972년)
- 랜드로드 (1970년)
- 포 러브 오브 아이비 (1968년)